# 2-Brombuttersäure
2-Brombuttersäure (2-Brombutansäure) zählt zu den organischen Verbindungen und ist ein  α-Brom-Derivat der Buttersäure sowie eine der Brombuttersäuren.

## Stereoisomerie
2-Brombuttersäure enthält ein Stereozentrum, ist also chiral. Racemische 2-Brombuttersäure [Synonym: (RS)-2-Brombuttersäure] ist ein 1:1-Gemisch aus (R)-2-Brombuttersäure und (S)-2-Brombuttersäure. 
| Isomere von 2-Brombutansäure |                                         |                                         |
| Name                         | (S)-2-Brombutansäure                    | (R)-2-Brombutansäure                    |
| Andere Namen                 | (−)-2-Brombutansäure                    | (+)-2-Brombutansäure                    |
| Strukturformel               | Strukturformel von (S)-2-Brombutansäure | Strukturformel von (R)-2-Brombutansäure |
| CAS-Nummer                   | 32659-49-7                              | 2681-94-9                               |
| CAS-Nummer                   | 80-58-0 (Racemat)                       |                                         |
| EG-Nummer                    | –                                       | –                                       |
| EG-Nummer                    | 201-294-5 (Racemat)                     |                                         |
| ECHA-Infocard                | –                                       | –                                       |
| ECHA-Infocard                | 100.001.177 (Racemat)                   |                                         |
| PubChem                      | 638123                                  | 6992738                                 |
| PubChem                      | 6655 (Racemat)                          |                                         |
| Wikidata                     | Q27293869                               | Q27251681                               |
| Wikidata                     | Q209315 (Racemat)                       |                                         |

## Gewinnung und Darstellung
Racemische 2-Brombuttersäure ist leicht darzustellen aus Buttersäure, elementarem Brom und rotem Phosphor. Diese Bildungsreaktion wird als Hell-Volhard-Zelinsky-Reaktion bezeichnet. Die flüchtigen Ester sind tränenreizend.
Die reinen Enantiomere – (R)-2-Brombuttersäure und (S)-2-Brombuttersäure – können durch Racematspaltung aus (RS)-2-Brombuttersäure hergestellt werden. Dies gelang z. B. chromatographisch an einer chiralen stationären Phase.

## Reaktionen
2-Brombuttersäure reagiert mit Wasser in Gegenwart von Triethylamin zu 2-Hydroxybuttersäure.
Durch Umsetzung mit wässrigem NH3 entsteht α-Aminobuttersäureamid.